# Zbigniew Jordan
Zbigniew Antoni Jordan (ur. 17 sierpnia 1911 w Gołaszynie, zm. 6 października 1977 w Ottawie) – polski publicysta, socjolog i filozof.

## Życiorys
Po ukończeniu gimnazjum związał się ze środowiskiem skupionym wokół redakcji czasopisma Bunt Młodych, którego redaktorem był Jerzy Giedroyc. Od 1930 studiował filozofię na Uniwersytecie Poznańskim, jego przedstawiona w 1934 praca magisterska dotyczyła krytycznej analizy zdań psychologicznych w filozofii Tadeusza Kotarbińskiego. Uzyskał za nią wyróżnienie, a w 1935 została opublikowana w specjalistycznym czasopiśmie filozoficznym "Psychometria". Po obronie pracy magisterskiej kontynuował studia doktoranckie, a także uczestniczył w spotkaniach Poznańskiego Towarzystwa Przyjaciół Nauk. W 1936 przedstawił pracę doktorską pt. O matematycznych podstawach systemu Platona i jako doktor nauk filozoficznych wyjechał kontynuować naukę na uniwersytecie w Bonn, a następnie na Sorbonie. W 1939 miał przygotowaną rozprawę habilitacyjną pt. O pojęciu nieskończoności, ale nie zdążył jej obronić (rękopis zaginął), ponieważ wobec nadciągającego wybuchu II wojny światowej postanowił powrócić do Polski. 
Po upadku kampanii wrześniowej przez Węgry przedostał się do Francji, gdzie wstąpił w szeregi 10 Brygady Kawalerii Pancernej, a od lutego 1942 1 Dywizji Pancernej dowodzonej gen. Stanisława Maczka z którym walczył m.in. pod Falaise i o twierdzę w Wilhelmshaven. 
Po zakończeniu działań wojennych postanowił nie wracać do ojczyzny i zamieszkał w Londynie, gdzie został współzałożycielem Polskiego Ruchu Wolnościowego Niepodległość i Demokracja. Rozpoczął pracę w ośrodku badania opinii publicznej w rozgłośni Radia Wolna Europa, równocześnie w 1948 rozpoczął ścisłą współpracę z wydawaną w Paryżu i redagowaną przez Jerzego Giedroycia „Kulturą”. Od 1949 przez dwa lata pracował w Stowarzyszeniu Kombatantów Polskich oraz był redaktorem czasopisma „Polish Affairs”. W 1949 należał do grupy organizatorów Rady Politycznej, która działając przez pięć lat reprezentowała polskie stronnictwa polityczne funkcjonujące na emigracji. Od 1954 był etatowym redaktorem działu filozofia w "Kulturze" oraz działał w Radzie Jedności Narodowej. W 1955 wyjechał do Monachium, gdzie pracował w tamtejszej rozgłośni Radia Wolna Europa, równocześnie od 1958 był stypendystą Instytutu Studiów nad Europą Wschodnią we Fryburgu. Od 1962 mieszkał w Stanach Zjednoczonych, gdzie wykładał w Instytucie Rosyjskim Columbia University. W 1964 na propozycję prof. Stanisława Andrzejewskiego powrócił do Wielkiej Brytanii, gdzie wykładał socjologię na University of Reading. Od 1969 do śmierci był wykładowcą filozofii i nauk społecznych w Carleton University w Ottawie. W 1960 otrzymał Nagrodę Pisarską Stowarzyszenia Polskich Kombatantów, a w 1971 nagrodę Fundacji im. Alfreda Jurzykowskiego w Nowym Jorku.